# Sun Goes Down
Sun Goes Down – singel francuskiego DJ-a i producenta muzycznego Davida Guetty oraz holenderskiego duetu Showtek, wydany jako piąty singel z szóstego albumu studyjnego Guetty pt. Listen. Wydany został 7 sierpnia 2015 roku. Gościnnie w utworze wystąpili: kanadyjski zespół Magic! oraz holenderski piosenkarz Sonny Wilson.

## Lista utworów i formaty singla
Opracowano na podstawie materiału źródłowego.
- Cyfrowy minialbum

1. "Sun Goes Down" (gościnnie: Magic!, Sonny Wilson) (Extended) – 4:17
2. "Sun Goes Down" (gościnnie: Magic!, Sonny Wilson) (Summer Remix) – 4:11
3. "Sun Goes Down" (gościnnie: Magic!, Sonny Wilson) (Eva Shaw Remix) – 4:17
4. "Sun Goes Down" (gościnnie: Magic!, Sonny Wilson) (Hugel Remix) – 4:33
5. "Sun Goes Down" (gościnnie: Magic!, Sonny Wilson) (Tom & Jame Remix) – 5:00
6. "Sun Goes Down" (gościnnie: Magic!, Sonny Wilson) (Brooks Remix) – 4:21

- Singel CD

1. "Sun Goes Down" (gościnnie: Magic!, Sonny Wilson) (Extended) – 4:19
2. "Sun Goes Down" (gościnnie: Magic!, Sonny Wilson) (Summer Remix) – 4:13
3. "Sun Goes Down" (gościnnie: Magic!, Sonny Wilson) (Eva Shaw Remix) – 4:18
4. "Sun Goes Down" (gościnnie: Magic!, Sonny Wilson) (Hugel Remix) – 4:35
5. "Sun Goes Down" (gościnnie: Magic!, Sonny Wilson) (Tom & Jame Remix) – 5:01
6. "Sun Goes Down" (gościnnie: Magic!, Sonny Wilson) (Brooks Remix) – 4:21

- Płyta gramofonowa

1. "Sun Goes Down" (gościnnie: Magic!, Sonny Wilson) (Extended) – 4:17
2. "Sun Goes Down" (gościnnie: Magic!, Sonny Wilson) (Summer Remix) – 4:11
3. "Sun Goes Down" (gościnnie: Magic!, Sonny Wilson) (Eva Shaw Remix) – 4:17
4. "Sun Goes Down" (gościnnie: Magic!, Sonny Wilson) (Hugel Remix) – 4:33
5. "Sun Goes Down" (gościnnie: Magic!, Sonny Wilson) (Tom & Jame Remix) – 5:00
6. "Sun Goes Down" (gościnnie: Magic!, Sonny Wilson) (Brooks Remix) – 4:20

## Twórcy
Opracowano na podstawie materiału źródłowego.
- David Guetta – producent, autor tekstu, kompozytor
- Showtek (Wouter Janssen, Sjoerd Janssen) – produkcja, autorzy tekstu, kompozytorzy
- Lukas Loules – producent, autor tekstu, kompozytor
- Sonny Wilson – wokal
- Giorgio Tuinfort – autor tekstu, kompozytor
- Nasri Atweh – wokal, autor tekstu, kompozytor
- Mark Pellizzer – autor tekstu, kompozytor

## Pozycje na listach
| Państwo           | Notowania (2015)     | Najwyższa pozycja |
| ----------------- | -------------------- | ----------------- |
| Argentyna         | Argentina Top 20     | 1                 |
| Argentyna         | Los 40 Principales   | 1                 |
| Belgia (Flandria) | Ultratop Dance       | 17                |
| Belgia (Flandria) | Dance Bubbling Under | 15                |
| Belgia (Flandria) | Ultratip             | 16                |
| Belgia (Walonia)  | Ultratop Airplay     | 35                |
| Belgia (Walonia)  | Ultratop Dance       | 6                 |
| Belgia (Walonia)  | Ultratip             | 2                 |
| Finlandia         | Finnish Dance Top 40 | 3                 |
| Francja           | Single Top 100       | 37                |
| Holandia          | Dance Top 30         | 24                |
| Holandia          | Dutch Top 40         | 3                 |
| Holandia          | Dutch Single Tip     | 1                 |
| Niemcy            | Singles Top 100      | 67                |

## Historia wydania
| Państwo/Region  | Data                 | Format           | Wytwórnia               | Źródło |
| --------------- | -------------------- | ---------------- | ----------------------- | ------ |
| Francja         | 7 sierpnia 2015      | Digital download | Parlophone              | [ 17 ] |
| Hiszpania       | 7 sierpnia 2015      | Digital download | Parlophone              | [ 18 ] |
| Niemcy          | 7 sierpnia 2015      | Digital download | Parlophone              | [ 19 ] |
| Polska          | 7 sierpnia 2015      | Digital download | Warner Music            | [ 20 ] |
| Wielka Brytania | 7 sierpnia 2015      | Digital download | Parlophone              | [ 21 ] |
| Włochy          | 7 sierpnia 2015      | Digital download | Parlophone              | [ 22 ] |
| Austria         | 9 października 2015  | CD single        | Parlophone What A Music | [ 3 ]  |
| Niemcy          | 9 października 2015  | CD single        | Parlophone What A Music | [ 3 ]  |
| Szwajcaria      | 9 października 2015  | CD single        | Parlophone What A Music | [ 3 ]  |
| Europa          | 30 października 2015 | LP               | Parlophone What A Music | [ 4 ]  |